# ألان ريني
ألان ريني (بالإنجليزية: Allan Rennie)‏ هو لاعب كرة قدم بريطاني في مركز قلب الدفاع، ولد في 26 أكتوبر 1960 في غلاسكو في المملكة المتحدة. لعب مع نادي كلايدبانك ‏.